# بندر (رباطات)
بندر (بالفارسية: بندر) هي قرية تقع في إيران في قسم رباطات الريفي. يقدر عدد سكانها بـ 22 نسمة .